# 帝豪香烟
帝豪香烟是许昌卷烟总厂于1993年出品的香烟品牌，风格为“清雅、飘逸”的浓透清香型。在河南省省产高档卷烟中占70%的市场份额，它是河南卷烟第一品牌、河南省名牌产品、中国驰名商标，以及“2004年度全国烟草系统成长最快十佳品牌”。
产品分类有帝豪(国风)、帝豪(盛世金典)、帝豪(红硬)、帝豪(金硬黄)、帝豪(一代天骄)、帝豪(金爵)、帝豪(风华)。